# Нижній Кокуй
Нижній Коку́й (рос. Нижний Кокуй) — село у складі Балейського району Забайкальського краю, Росія. Адміністративний центр Нижньококуйського сільського поселення.

## Населення
Населення — 308 осіб (2010; 346 у 2002).
Національний склад (станом на 2002 рік):
- росіяни — 100 %